# Казахстан на зимових Олімпійських іграх 2002
Казахстан брав участь в Зимових Олімпійських іграх 2002 року в Солт-Лейк-Сіті (США) втретє за свою історію, але не завоював жодної медалі. Збірну країни представляли 50 спортсменів, з них 30 жінок. Прапороносцем на церемонії відкриття став ковзаняр Радик Бікчентаєв. Казахські спортсмени не здобули жодних медалей.

## Спортсмени
| Вид спорту          | Чоловіки | Жінки | Всього |
| ------------------- | -------- | ----- | ------ |
| Біатлон             | 1        | 1     | 2      |
| Гірськолижний спорт | 1        | 1     | 2      |
| Ковзанярський спорт | 5        | 3     | 8      |
| Лижні перегони      | 7        | 6     | 13     |
| Стрибки з трампліна | 4        | 0     | 4      |
| Фристайл            | 1        | 0     | 1      |
| Хокей               | 0        | 19    | 19     |
| Всього              | 20       | 30    | 50     |

## Біатлон
| Спортсмен     | Дисципліна                        | Час     | Хиби | Місце |
| ------------- | --------------------------------- | ------- | ---- | ----- |
| Дмитро Пантов | спринт (чоловіки)                 | 29:46.3 | 5    | 79    |
| Дмитро Пантов | індивідуальні перегони (чоловіки) | 54:32.8 | 3    | 49    |
| Олена Дубок   | спринт (жінки)                    | 24:50.1 | 1    | 62    |
| Олена Дубок   | перегони переслідування (жінки)   | 34:41.5 | 2    | 30    |
| Олена Дубок   | індивідуальні перегони (жінки)    | 52:32.5 | 5    | 60    |

## Гірськолижний спорт
| Спортсмен        | Дисципліна                    | 1-й спуск | 2-й спуск | Сума    | Місце |
| ---------------- | ----------------------------- | --------- | --------- | ------- | ----- |
| Данил Анісімов   | гігантський слалом (чоловіки) | 1:21.40   | 1:19.21   | 2:40.61 | 53    |
| Данил Анісімов   | слалом (чоловіки)             | DNF       | –         | DNF     | –     |
| Олеся Персидська | гігантський слалом (жінки)    | DNF       | –         | DNF     | –     |
| Олеся Персидська | слалом (жінки)                | 1:03.98   | 1:05.99   | 2:09.97 | 34    |

## Ковзанярський спорт
| Дисципліна             | Спортсмен          | Заїзд   | Заїзд |
| Дисципліна             | Спортсмен          | Час     | Місце |
| ---------------------- | ------------------ | ------- | ----- |
| 1000 метрів (чоловіки) | Сергій Цибенко     | 1:10.13 | 27    |
| 1500 метрів (чоловіки) | Володимир Костін   | 1:49.57 | 39    |
| 1500 метрів (чоловіки) | Микола Ульянін     | 1:49.42 | 36    |
| 1500 метрів (чоловіки) | Радик Бікчентаєв   | 1:47.04 | 19    |
| 1500 метрів (чоловіки) | Сергій Цибенко     | 1:46.40 | 16    |
| 5000 метрів (чоловіки) | Володимир Костін   | 6:44.10 | 31    |
| 5000 метрів (чоловіки) | Сергій Ілющенко    | 6:38.09 | 29    |
| 5000 метрів (чоловіки) | Радик Бікчентаєв   | 6:31.47 | 19    |
| 1000 метрів (жінки)    | Людмила Прокашева  | 1:18.19 | 28    |
| 1500 метрів (жінки)    | Марина Пупіна      | 2:05.13 | 37    |
| 1500 метрів (жінки)    | Анжеліка Гаврилова | 2:03.22 | 32    |
| 3000 метрів (жінки)    | Анжеліка Гаврилова | 4:20.36 | 28    |
| 3000 метрів (жінки)    | Марина Пупіна      | 4:20.04 | 27    |
| 3000 метрів (жінки)    | Людмила Прокашева  | 4:09.74 | 16    |
| 5000 метрів (жінки)    | Людмила Прокашева  | DNF     | –     |

## Лижні перегони
Спринт
| Спортсмени         | Дисципліна       | Кваліфікація | Кваліфікація | Чвертьфінал | Чвертьфінал | Півфінал   | Півфінал   | Фінал      | Фінал      |
| Спортсмени         | Дисципліна       | Час          | Місце        | Час         | Місце       | Час        | Місце      | Час        | Місце      |
| ------------------ | ---------------- | ------------ | ------------ | ----------- | ----------- | ---------- | ---------- | ---------- | ---------- |
| Максим Однодворцев | спринт, чоловіки | 3:06.83      | 51           | не пройшов  | не пройшов  | не пройшов | не пройшов | не пройшов | не пройшов |
| Володимир Борцов   | спринт, чоловіки | 3:06.03      | 50           | не пройшов  | не пройшов  | не пройшов | не пройшов | не пройшов | не пройшов |
| Денис Кривушкін    | спринт, чоловіки | 3:02.73      | 43           | не пройшов  | не пройшов  | не пройшов | не пройшов | не пройшов | не пройшов |
| Микола Чеботько    | спринт, чоловіки | 3:00.31      | 34           | не пройшов  | не пройшов  | не пройшов | не пройшов | не пройшов | не пройшов |
| Дар'я Старостіна   | спринт, чоловіки | 3:41.69      | 53           | не пройшла  | не пройшла  | не пройшла | не пройшла | не пройшла | не пройшла |
| Наталія Ісаченко   | спринт, чоловіки | 3:39.09      | 51           | не пройшла  | не пройшла  | не пройшла | не пройшла | не пройшла | не пройшла |

Переслідування
| Спортсмени                | Дисципліна                       | 10(5) км С | 10(5) км С | 10(5) км F pursuit1 | 10(5) км F pursuit1 |
| Спортсмени                | Дисципліна                       | Час        | Місце      | Час                 | Місце               |
| ------------------------- | -------------------------------- | ---------- | ---------- | ------------------- | ------------------- |
| Денис Кривушкін           | переслідування 2×10 км, чоловіки | 28:22.0    | 49 Q       | 26:57.7             | 48                  |
| Микола Чеботько           | переслідування 2×10 км, чоловіки | 27:50.0    | 37 Q       | 25:56.5             | 39                  |
| Андрій Невзоров           | переслідування 2×10 км, чоловіки | 27:14.3    | 24 Q       | 24:27.7             | 15                  |
| Андрій Головко            | переслідування 2×10 км, чоловіки | 26:45.8    | 10 Q       | 24:48.9             | 21                  |
| Світлана Дешевих          | переслідування 2×5 км, жінки     | 14:16.2    | 39 Q       | 14:09.5             | 43                  |
| Олена Антонова            | переслідування 2×5 км, жінки     | 14:06.6    | 31 Q       | 14:23.6             | 47                  |
| Світлана Малахова-Шишкіна | переслідування 2×5 км, жінки     | 14:00.6    | 26 Q       | 13:16.8             | 24                  |
| Оксана Яцька              | переслідування 2×5 км, жінки     | 13:48.3    | 14 Q       | 13:10.8             | 15                  |

| Дисципліна                        | Спортсмен                                                                | Фінал     | Фінал |
| Дисципліна                        | Спортсмен                                                                | Час       | Місце |
| --------------------------------- | ------------------------------------------------------------------------ | --------- | ----- |
| 15 км класичним стилем (чоловіки) | Ігор Зубрилін                                                            | 41:15.5   | 44    |
| 15 км класичним стилем (чоловіки) | Павло Рябінін                                                            | 41:03.2   | 42    |
| 15 км класичним стилем (чоловіки) | Денис Кривушкін                                                          | 40:27.7   | 37    |
| 15 км класичним стилем (чоловіки) | Андрій Головко                                                           | 39:28.1   | 18    |
| 30 км вільним стилем (чоловіки)   | Володимир Борцов                                                         | 1'17:47.5 | 46    |
| 30 км вільним стилем (чоловіки)   | Максим Однодворцев                                                       | 1'16:25.6 | 37    |
| 30 км вільним стилем (чоловіки)   | Микола Чеботько                                                          | 1'14:32.2 | 22    |
| 30 км вільним стилем (чоловіки)   | Андрій Невзоров                                                          | 1'14:12.1 | 18    |
| 50 км класичним стилем (чоловіки) | Ігор Зубрилін                                                            | 2'20:25.7 | 35    |
| 50 км класичним стилем (чоловіки) | Максим Однодворцев                                                       | 2'19:50.3 | 34    |
| 50 км класичним стилем (чоловіки) | Андрій Головко                                                           | 2'16:42.2 | 23    |
| 50 км класичним стилем (чоловіки) | Андрій Невзоров                                                          | 2'13:53.1 | 13    |
| естафета 4×10 км (чоловіки)       | Андрій Головко Павло Рябінін Микола Чеботько Андрій Невзоров             | 1'38:20.8 | 14    |
| 10 км класичним стилем (жінки)    | Світлана Дешевих                                                         | 30:39.2   | 33    |
| 10 км класичним стилем (жінки)    | Олена Антонова                                                           | 30:27.3   | 29    |
| 10 км класичним стилем (жінки)    | Оксана Яцька                                                             | 30:13.9   | 24    |
| 10 км класичним стилем (жінки)    | Світлана Малахова-Шишкіна                                                | 30:06.7   | 21    |
| 15 км вільним стилем (жінки)      | Наталія Ісаченко                                                         | 45:51.4   | 49    |
| 15 км вільним стилем (жінки)      | Дар'я Старостіна                                                         | 45:28.8   | 45    |
| 15 км вільним стилем (жінки)      | Світлана Малахова-Шишкіна                                                | 43:05.1   | 33    |
| 15 км вільним стилем (жінки)      | Оксана Яцька                                                             | 42:46.0   | 25    |
| 30 км вільним стилем (чоловіки)   | Світлана Дешевих                                                         | 1'46:18.1 | 37    |
| 30 км вільним стилем (чоловіки)   | Олена Антонова                                                           | 1'43:37.6 | 32    |
| 30 км вільним стилем (чоловіки)   | Оксана Яцька                                                             | 1'37:25.3 | 17    |
| 30 км вільним стилем (чоловіки)   | Світлана Малахова-Шишкіна                                                | 1'37:14.5 | 16    |
| естафета 4×5 км (жінки)           | Світлана Дешевих Олена Антонова \|Оксана Яцька Світлана Малахова-Шишкіна | 51:52.2   | 11    |

## Стрибки з трампліна
| Спортсмен                                                         | Дисципліна                           | Кваліфікація | Кваліфікація | Кваліфікація | Перший стрибок | Перший стрибок | Перший стрибок | Другий стрибок | Другий стрибок | Разом      | Разом      |
| Спортсмен                                                         | Дисципліна                           | Відстань     | Бали         | Місце        | Відстань       | Бали           | Місце          | Відстань       | Бали           | Разом      | Місце      |
| ----------------------------------------------------------------- | ------------------------------------ | ------------ | ------------ | ------------ | -------------- | -------------- | -------------- | -------------- | -------------- | ---------- | ---------- |
| Олександр Коробов                                                 | нормальний трамплін                  | 80.5         | 90.5         | 38 Q         | 78.0           | 85.5           | 48             | не пройшов     | не пройшов     | не пройшов | не пройшов |
| Павло Гайдук                                                      | нормальний трамплін                  | 80.5         | 92.0         | 35 Q         | 82.5           | 96.5           | 44             | не пройшов     | не пройшов     | не пройшов | не пройшов |
| Максим Полунін                                                    | нормальний трамплін                  | 87.0         | 106.5        | 24 Q         | 85.5           | 103.5          | 38             | не пройшов     | не пройшов     | не пройшов | не пройшов |
| Станіслав Філімонов                                               | нормальний трамплін                  | 89.0         | 111.5        | 16 Q         | 89.0           | 111.5          | 28 Q           | 83.5           | 98.0           | 209.5      | 32         |
| Олександр Коробов                                                 | великий трамплін                     | 96.5         | 65.2         | 46           | не пройшов     | не пройшов     | не пройшов     | не пройшов     | не пройшов     | не пройшов | не пройшов |
| Павло Гайдук                                                      | великий трамплін                     | 101.5        | 76.2         | 38           | не пройшов     | не пройшов     | не пройшов     | не пройшов     | не пройшов     | не пройшов | не пройшов |
| Максим Полунін                                                    | великий трамплін                     | 109.0        | 92.2         | 28 Q         | 104.5          | 83.1           | 48             | не пройшов     | не пройшов     | не пройшов | не пройшов |
| Станіслав Філімонов                                               | великий трамплін                     | 111.0        | 96.3         | 25 Q         | 120.5          | 114.9          | 21 Q           | 105.0          | 82.5           | 197.4      | 30         |
| Максим Полунін Станіслав Філімонов Олександр Коробов Павло Гайдук | командна першість (великий трамплін) | n/a          | n/a          | n/a          | n/a            | n/a            | n/a            | n/a            | n/a            | 621.1      | 13         |

## Фристайл
| Спортсмен        | Дисципліна      | Кваліфікація | Кваліфікація | Кваліфікація | Фінал      | Фінал      | Фінал      |
| Спортсмен        | Дисципліна      | Час          | Бали         | Місце        | Час        | Бали       | Місце      |
| ---------------- | --------------- | ------------ | ------------ | ------------ | ---------- | ---------- | ---------- |
| Олексій Банников | могул, чоловіки | 31.99        | 22.14        | 24           | не пройшов | не пройшов | не пройшов |

## Хокей

### Жіночий турнір
Груповий етап
Група A
| Команда   | GP | W | L | T | GF | GA | GD  | Pts |
| --------- | -- | - | - | - | -- | -- | --- | --- |
| Канада    | 3  | 3 | 0 | 0 | 25 | 0  | +25 | 6   |
| Швеція    | 3  | 2 | 1 | 0 | 10 | 13 | −3  | 4   |
| Росія     | 3  | 1 | 2 | 0 | 6  | 11 | −5  | 2   |
| Казахстан | 3  | 0 | 3 | 0 | 1  | 18 | −17 | 0   |

All times are local (UTC-7).
| 11 лютого 2002 11:00 | Канада | 7–0 (3–0, 2–0, 2–0) | Казахстан | E Center, Вест-Веллі-Сіті 7,321 глядачів |

| звіт | звіт | звіт | звіт | звіт |
| ---- | ---- | ---- | ---- | ---- |
|      |      |      |      |      |
|      |      |      |      |      |
|      |      |      |      |      |
|      |      |      |      |      |
|      |      |      |      |      |
|      |      |      |      |      |
|      |      |      |      |      |
|      |      |      |      |      |
|      |      |      |      |      |

| 13 лютого 2002 14:00 | Швеція | 7–0 (3–0, 2–0, 2–0) | Казахстан | Peaks Ice Arena, Прово 5,349 глядачів |

| звіт | звіт | звіт | звіт | звіт |
| ---- | ---- | ---- | ---- | ---- |
|      |      |      |      |      |
|      |      |      |      |      |
|      |      |      |      |      |
|      |      |      |      |      |
|      |      |      |      |      |
|      |      |      |      |      |
|      |      |      |      |      |
|      |      |      |      |      |
|      |      |      |      |      |

| 15 лютого 2002 14:00 | Казахстан | 1–4 (1–1, 0–2, 0–1) | Росія | Peaks Ice Arena, Прово 5,618 глядачів |

| звіт | звіт | звіт | звіт | звіт |
| ---- | ---- | ---- | ---- | ---- |
|      |      |      |      |      |
|      |      |      |      |      |
|      |      |      |      |      |
|      |      |      |      |      |
|      |      |      |      |      |
|      |      |      |      |      |
|      |      |      |      |      |
|      |      |      |      |      |
|      |      |      |      |      |

Класифікаційний раунд
Матч за 5 місце
| 17 лютого 2002 21:00 | Німеччина | 4–0 (1–0, 3–0, 0–0) | Казахстан | E Center, Вест-Веллі-Сіті 7,773 глядачів |

| звіт | звіт | звіт | звіт | звіт |
| ---- | ---- | ---- | ---- | ---- |
|      |      |      |      |      |
|      |      |      |      |      |
|      |      |      |      |      |
|      |      |      |      |      |
|      |      |      |      |      |
|      |      |      |      |      |
|      |      |      |      |      |
|      |      |      |      |      |
|      |      |      |      |      |

Матч за 7 місце
| 19 лютого 2002 14:00 | КНР | 2–1 OT (1–0, 0–0, 0–1, 1–0) | Казахстан 8th | Peaks Ice Arena, Прово 5,490 глядачів |

| звіт | звіт | звіт | звіт | звіт |
| ---- | ---- | ---- | ---- | ---- |
|      |      |      |      |      |
|      |      |      |      |      |
|      |      |      |      |      |
|      |      |      |      |      |
|      |      |      |      |      |
|      |      |      |      |      |
|      |      |      |      |      |
|      |      |      |      |      |
|      |      |      |      |      |

|  | Гравці Вікторія Адиєва Любов Алексеєва Антоніда Асонова Дінара Дікамбаєва Тетяна Хлизова Ольга Конишева Ольга Крюкова Надія Лосева Світлана Мальцева Катерина Мальцева Ольга Потапова Вікторія Сазонова Олена Штельмайстер Юлія Соловйова Оксана Тайкевич Наталія Трунова Любов Вафіна Світлана Васіна Наталія Яковчук |